# Mister Olympia 1985
El Mister Olympia 1985 fue la vigésima primera competición de culturismo organizada por la Federación Internacional de Fisicoculturismo. El concurso se realizó en la ciudad de Bruselas, Bélgica.
El ganador del certamen fue el culturista estadounidense Lee Haney, coronándose por segunda vez.

## Antecedentes
El Mister Olympia 1985 se celebró nuevamente en Europa, en la ciudad de Bruselas, Bélgica.

## Ganador
Nuevamente el estadounidense Lee Haney vencería, adjudicándose su segundo trofeo de forma consecutiva. $ 50 000 de premio para Haney por ser el vencedor.

## Clasificación final
| Posiciones | Culturista      |
| ---------- | --------------- |
| 1          | Lee Haney       |
| 2          | Albert Beckles  |
| 3          | Rich Gaspari    |
| 4          | Mohamed Makkawy |
| 5          | Mike Christian  |